# Distrito de Saale
El distrito de Saale es uno de los once distritos que, junto con las tres ciudades independientes de Dessau, Halle y Magdeburgo, forman el estado alemán de Sajonia-Anhalt. Limita al norte con los distritos de Mansfeld-Südharz, Salzland y Anhalt-Bitterfeld, al este con el estado de Sajonia, al sur con el distrito de Burgenland, al oeste con el estado de Turingia y dentro de su superficie se encuentra la ciudad de Magdeburgo. Su capital es la ciudad de Merseburg.
Tiene un área de 1433 km², una población a finales de 2016 de 186 431 habs. y una densidad de población de 130 hab/km².

## Historia
El distrito fue formado en la reforma del año 2007 a partir de los antiguos distritos de Halberstadt, Wernigerode y Quedlinburg, y la ciudad de Falkenstein.

## Ciudades y municipios
1. Bad Dürrenberg
2. Bad Lauchstädt
3. Braunsbedra
4. Landsberg
5. Wettin-Löbejün
6. Merseburg
7. Mücheln
8. Querfurt